# Declaración de instrumentos musicales

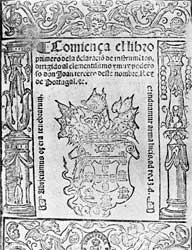
"Declaración de instrumentos musicales". 1549.

La Declaración de instrumentos musicales es un tratado musical publicado en el siglo XVI por el religioso franciscano Juan Bermudo. Se desconoce gran parte de su biografía, no obstante se tiene la certeza de que después de haber tomado los hábitos y tras una enfermedad, que le hizo abandonar la religión, se dedicó a escribir sobre música. Publicó la primera parte de su Declaración en 1549 que completaría posteriormente hasta llegar a los cinco libros.
El primero de los libros está dedicado a la alabanza de la música, el segundo y tercero se refieren a la teoría de la música, el cuarto a instrumentos de teclado y cuerda y el último se dedica al contrapunto y la composición.
Todos aquellos que aspiraban a ser buenos arpistas, organistas o vihuelistas debían acercarse a las fuentes de consejos de su libro cuarto de la Declaración de instrumentos musicales.
El libro contiene trece composiciones para órgano, de gran importancia para la escuela organística española, junto con otros compositores como Tomás de Santa María, Francisco Correa de Arauxo, Francisco Pérez Palero o Pedro Alberch Vila.

## Tratados teóricos
- 1549 - Libro primero de la Declaración de instrumentos musicales. Dedicado al elogio de la música. Edición: Taller de Juan de León en Osuna.
- 1550 - Arte Tripharia. Edición: Taller de Juan de León en Osuna.
- 1555 - Declaración de instrumentos musicales. Edición: Taller de Juan de León en Osuna.